# Ліла Самсон
Ліла Самсон (англ. Leela Samson) — індійська танцюристка і хореографка, акторка. Виконавиця індійського класичного танцю Бхаратанатьям.

## Біографія
Народилася 6 травня 1951 року в Кунурі, штат Тамілнад, в сім'ї індійського єврея Біньяміна Авраама Самсона з Бней-Ісраель, а мати походила з католицької родини з Ахмадабаду.
1961 року вступила в академію Калакшетра, після закінчення якої працювала в танцювальній трупі Калакшетри, брала участь в турах по Індії та зарубіжних гастролях.
1975 року покинула Калакшетру в якості провідної виконавиці і вступила в Шрірам Вхаратія Калакендра, в Делі, очоливши там факультет Бхаратанатьям.
Після смерті Рукміні Деві Арундейл Ліла Самсон зайняла почесне місце учасниці створеного Фонду Калакшетри. З травня 2005 по 2013 рік — директор Фонду Калакшетри.
У 2010−2014 роках — голова Національної академія музики, танцю і драми Санг Натак.
У 2011−2015 роках — голова Центральної ради сертифікації фільмів.

## Творчість
Ліла Самсон є авторкою однієї з найвідоміших книг, присвячених класичним індійським танців — «Ритми Радості». Також вона написала посібник з танців для дітей та регулярно друкується у журналах та інших періодичних виданнях.
За підсумками її творчості було знято два документальні фільми: «Санчаро» режисера Аруна Копкарі і «Квітуче дерево» режисера Ейна Лалла.

### Книги
- Samson, Leela (1987). Rhythm in Joy: Classical Indian Dance Traditions. New Delhi: Lustre Press.
- Samson, Leela (2010). Rukmini Devi: A Life, Delhi: Penguin Books, India, ISBN 0-670-08264-3.[7]